# When You Say Nothing at All
When You Say Nothing at All is een countrysong geschreven door Paul Overstreet en Don Schlitz in 1988. Het is uitgevoerd en uitgebracht door verschillende muzikanten, o.a. in 1999 als debuutsingle van Ronan Keating. Met deze single maakte Keating zijn debuut als solo-zanger na zijn carrière bij Boyzone. De single is tevens de soundtrack van de film Notting Hill uit 1999.

## Hitnotering single van Ronan Keating
| "When You Say Nothing at All" in de Vlaamse Ultratop 50 Singles - binnen: 28-08-1999 | "When You Say Nothing at All" in de Vlaamse Ultratop 50 Singles - binnen: 28-08-1999 | "When You Say Nothing at All" in de Vlaamse Ultratop 50 Singles - binnen: 28-08-1999 | "When You Say Nothing at All" in de Vlaamse Ultratop 50 Singles - binnen: 28-08-1999 | "When You Say Nothing at All" in de Vlaamse Ultratop 50 Singles - binnen: 28-08-1999 | "When You Say Nothing at All" in de Vlaamse Ultratop 50 Singles - binnen: 28-08-1999 | "When You Say Nothing at All" in de Vlaamse Ultratop 50 Singles - binnen: 28-08-1999 | "When You Say Nothing at All" in de Vlaamse Ultratop 50 Singles - binnen: 28-08-1999 | "When You Say Nothing at All" in de Vlaamse Ultratop 50 Singles - binnen: 28-08-1999 | "When You Say Nothing at All" in de Vlaamse Ultratop 50 Singles - binnen: 28-08-1999 | "When You Say Nothing at All" in de Vlaamse Ultratop 50 Singles - binnen: 28-08-1999 | "When You Say Nothing at All" in de Vlaamse Ultratop 50 Singles - binnen: 28-08-1999 | "When You Say Nothing at All" in de Vlaamse Ultratop 50 Singles - binnen: 28-08-1999 | "When You Say Nothing at All" in de Vlaamse Ultratop 50 Singles - binnen: 28-08-1999 | "When You Say Nothing at All" in de Vlaamse Ultratop 50 Singles - binnen: 28-08-1999 | "When You Say Nothing at All" in de Vlaamse Ultratop 50 Singles - binnen: 28-08-1999 | "When You Say Nothing at All" in de Vlaamse Ultratop 50 Singles - binnen: 28-08-1999 | "When You Say Nothing at All" in de Vlaamse Ultratop 50 Singles - binnen: 28-08-1999 | "When You Say Nothing at All" in de Vlaamse Ultratop 50 Singles - binnen: 28-08-1999 | "When You Say Nothing at All" in de Vlaamse Ultratop 50 Singles - binnen: 28-08-1999 | "When You Say Nothing at All" in de Vlaamse Ultratop 50 Singles - binnen: 28-08-1999 | "When You Say Nothing at All" in de Vlaamse Ultratop 50 Singles - binnen: 28-08-1999 |
| Week                                                                                 | 1                                                                                    | 2                                                                                    | 3                                                                                    | 4                                                                                    | 5                                                                                    | 6                                                                                    | 7                                                                                    | 8                                                                                    | 9                                                                                    | 10                                                                                   | 11                                                                                   | 12                                                                                   | 13                                                                                   | 14                                                                                   | 15                                                                                   | 16                                                                                   | 17                                                                                   | 18                                                                                   | 19                                                                                   | 20                                                                                   |                                                                                      |
| ------------------------------------------------------------------------------------ | ------------------------------------------------------------------------------------ | ------------------------------------------------------------------------------------ | ------------------------------------------------------------------------------------ | ------------------------------------------------------------------------------------ | ------------------------------------------------------------------------------------ | ------------------------------------------------------------------------------------ | ------------------------------------------------------------------------------------ | ------------------------------------------------------------------------------------ | ------------------------------------------------------------------------------------ | ------------------------------------------------------------------------------------ | ------------------------------------------------------------------------------------ | ------------------------------------------------------------------------------------ | ------------------------------------------------------------------------------------ | ------------------------------------------------------------------------------------ | ------------------------------------------------------------------------------------ | ------------------------------------------------------------------------------------ | ------------------------------------------------------------------------------------ | ------------------------------------------------------------------------------------ | ------------------------------------------------------------------------------------ | ------------------------------------------------------------------------------------ | ------------------------------------------------------------------------------------ |
| Nummer                                                                               | 19                                                                                   | 13                                                                                   | 12                                                                                   | 7                                                                                    | 5                                                                                    | 3                                                                                    | 5                                                                                    | 5                                                                                    | 6                                                                                    | 9                                                                                    | 10                                                                                   | 11                                                                                   | 10                                                                                   | 17                                                                                   | 26                                                                                   | 26                                                                                   | 31                                                                                   | 43                                                                                   | 47                                                                                   | 44                                                                                   | uit                                                                                  |

| "When You Say Nothing at All" in de Nederlandse Top 40 - binnen: 21-08-1999 | "When You Say Nothing at All" in de Nederlandse Top 40 - binnen: 21-08-1999 | "When You Say Nothing at All" in de Nederlandse Top 40 - binnen: 21-08-1999 | "When You Say Nothing at All" in de Nederlandse Top 40 - binnen: 21-08-1999 | "When You Say Nothing at All" in de Nederlandse Top 40 - binnen: 21-08-1999 | "When You Say Nothing at All" in de Nederlandse Top 40 - binnen: 21-08-1999 | "When You Say Nothing at All" in de Nederlandse Top 40 - binnen: 21-08-1999 | "When You Say Nothing at All" in de Nederlandse Top 40 - binnen: 21-08-1999 | "When You Say Nothing at All" in de Nederlandse Top 40 - binnen: 21-08-1999 | "When You Say Nothing at All" in de Nederlandse Top 40 - binnen: 21-08-1999 | "When You Say Nothing at All" in de Nederlandse Top 40 - binnen: 21-08-1999 | "When You Say Nothing at All" in de Nederlandse Top 40 - binnen: 21-08-1999 | "When You Say Nothing at All" in de Nederlandse Top 40 - binnen: 21-08-1999 | "When You Say Nothing at All" in de Nederlandse Top 40 - binnen: 21-08-1999 | "When You Say Nothing at All" in de Nederlandse Top 40 - binnen: 21-08-1999 | "When You Say Nothing at All" in de Nederlandse Top 40 - binnen: 21-08-1999 | "When You Say Nothing at All" in de Nederlandse Top 40 - binnen: 21-08-1999 | "When You Say Nothing at All" in de Nederlandse Top 40 - binnen: 21-08-1999 | "When You Say Nothing at All" in de Nederlandse Top 40 - binnen: 21-08-1999 |
| Week                                                                        | 1                                                                           | 2                                                                           | 3                                                                           | 4                                                                           | 5                                                                           | 6                                                                           | 7                                                                           | 8                                                                           | 9                                                                           | 10                                                                          | 11                                                                          | 12                                                                          | 13                                                                          | 14                                                                          | 15                                                                          | 16                                                                          | 17                                                                          |                                                                             |
| --------------------------------------------------------------------------- | --------------------------------------------------------------------------- | --------------------------------------------------------------------------- | --------------------------------------------------------------------------- | --------------------------------------------------------------------------- | --------------------------------------------------------------------------- | --------------------------------------------------------------------------- | --------------------------------------------------------------------------- | --------------------------------------------------------------------------- | --------------------------------------------------------------------------- | --------------------------------------------------------------------------- | --------------------------------------------------------------------------- | --------------------------------------------------------------------------- | --------------------------------------------------------------------------- | --------------------------------------------------------------------------- | --------------------------------------------------------------------------- | --------------------------------------------------------------------------- | --------------------------------------------------------------------------- | --------------------------------------------------------------------------- |
| Nummer                                                                      | 33                                                                          | 11                                                                          | 9                                                                           | 6                                                                           | 6                                                                           | 6                                                                           | 5                                                                           | 6                                                                           | 8                                                                           | 14                                                                          | 15                                                                          | 17                                                                          | 20                                                                          | 22                                                                          | 28                                                                          | 34                                                                          | 40                                                                          | uit                                                                         |

### NPO Radio 2 Top 2000
| Nummer met noteringen in de NPO Radio 2 Top 2000 | '01  | '02 | '03 | '04 | '05 | '06  | '07  | '08 | '09  | '10  | '11  | '12  | '13  | '14  | '15  | '16 | '17  | '18  | '19  | '20  | '21  | '22  | '23  | '24  |
| ------------------------------------------------ | ---- | --- | --- | --- | --- | ---- | ---- | --- | ---- | ---- | ---- | ---- | ---- | ---- | ---- | --- | ---- | ---- | ---- | ---- | ---- | ---- | ---- | ---- |
| When You Say Nothing at All                      | 1112 | 653 | 746 | 870 | 864 | 1030 | 1215 | 958 | 1120 | 1300 | 1175 | 1392 | 1351 | 1455 | 1636 | -   | 1998 | 1600 | 1512 | 1407 | 1566 | 1702 | 1795 | 1781 |

1. ↑  Een '-' betekent dat het nummer niet was genoteerd en een vetgedrukt getal geeft de hoogste notering aan.
2. ↑  2001 was het eerste jaar met een notering voor dit nummer.